# Whatever You Want (Tina-Turner-Lied)
Whatever You Want ist ein Lied von Tina Turner aus dem Jahr 1996, das von Arthur Baker, Fred Zarr und Taylor Dayne geschrieben und von Trevor Horn produziert wurde. Es erschien auf dem Album Wildest Dreams.

## Hintergrund
Arthur Baker, Fred Zarr und Taylor Dayne schrieben den Song. Er wurde von Produzent Trevor Horn mit einem wechselnden Aufbau aus verschiedenen Energieleveln sowie orchestralen Arrangements versehen. Er wurde später auch als erstes Stück auf Turners Wildest Dreams Tour gespielt. Die B-Seite war mit Unfinished Sympathy ein Cover von Massive Attack. Das zugehörige visuell sehr aufwändige Musikvideo wurde vom Franzosen Stéphane Sednaoui inszeniert.

## Rezeption

### Rezensionen
Ross Jones von The Guardian nannte den Song „epic“ und fügte hinzu: „this is Trevor Horn's finest, most expensive sounding production in years“. Music Week bewertete den Titel mit vier von fünf Punkten und schrieb: „It's a simple song, but sung with all her usual gusto and a useful preview for her first new album in six years.“

### Charts und Chartplatzierungen
| ChartsChartplatzierungen     | Höchstplatzierung | Wochen |
| ---------------------------- | ----------------- | ------ |
| Deutschland (GfK)            | 53 (13 Wo.)       | 13     |
| Österreich (Ö3)              | 27 (8 Wo.)        | 8      |
| Schweiz (IFPI)               | 18 (15 Wo.)       | 15     |
| Vereinigtes Königreich (OCC) | 23 (8 Wo.)        | 8      |